# الغیل
الغیل (انگلیسی: Ghayl) یک منطقه مسکونی در امارات متحده عربی است.